# Джузепе Гарибалди (площад в София)
Площад „Джузепе Гарибалди" е площад в централната част на София, наречен е на италианския революционер Джузепе Гарибалди. Той носи името си от когато е построен в края на 19. век и началото на 20. век. Заобиколен е от ул. Граф Игнатиев, ул. Иван Денкоглу и ул. Ангел Кънчев. В средата на площада се намира бронзовият паметник на Джузепе Гарибалди.

## История
През 1940 г. при ремонтни дейности близо до улица „Иван Денкоглу“ са открити останки от храм на Серапис. Храмът е строен през 161 – 163 г. в тогавашното южно предградие на антична Сердика.
На площада са се разполагали много различни държавни институции – Министерството на вътрешната търговия и услуги, Българската търговска банка („банката на Буров“), „Кореком“, Софийската стокова борса и т. н. В хода на историята площад „Джузепе Гарибалди“ се отличава като виден търговски център поради множеството частни мероприятия, които се намират на него. На площада също е имал дом политикът Александър Малинов.
Площадът е домакин на първият клон на Кей Еф Си (KFC) в България. Ресторантът за бързо хранене отваря врати на площад „Гарибалди“ през 1994 г.

## Транспорт
През площада минават 4 трамвайни линии на спирка „Пл. Гарибалди“. Те са линии 10, 12, 15 и 18.